# Беме Якоб
Я́коб Бе́ме (нім. Jakob Böhme; 24 квітня 1575, Старий Завідув — 17 листопада 1624, Герліц) — німецький філософ-пантеїст, письменник-містик, що у своїй творчості зберіг тісний зв'язок з теологією.

## Біографія
Якоб Беме народився 1575 року в містечку Альт-Зайденберґ неподалік від саксонського міста Герліц у міщанській родині. Замолоду був ревним лютеранином і до кінця життя лишався відданим християнському містицизмові.

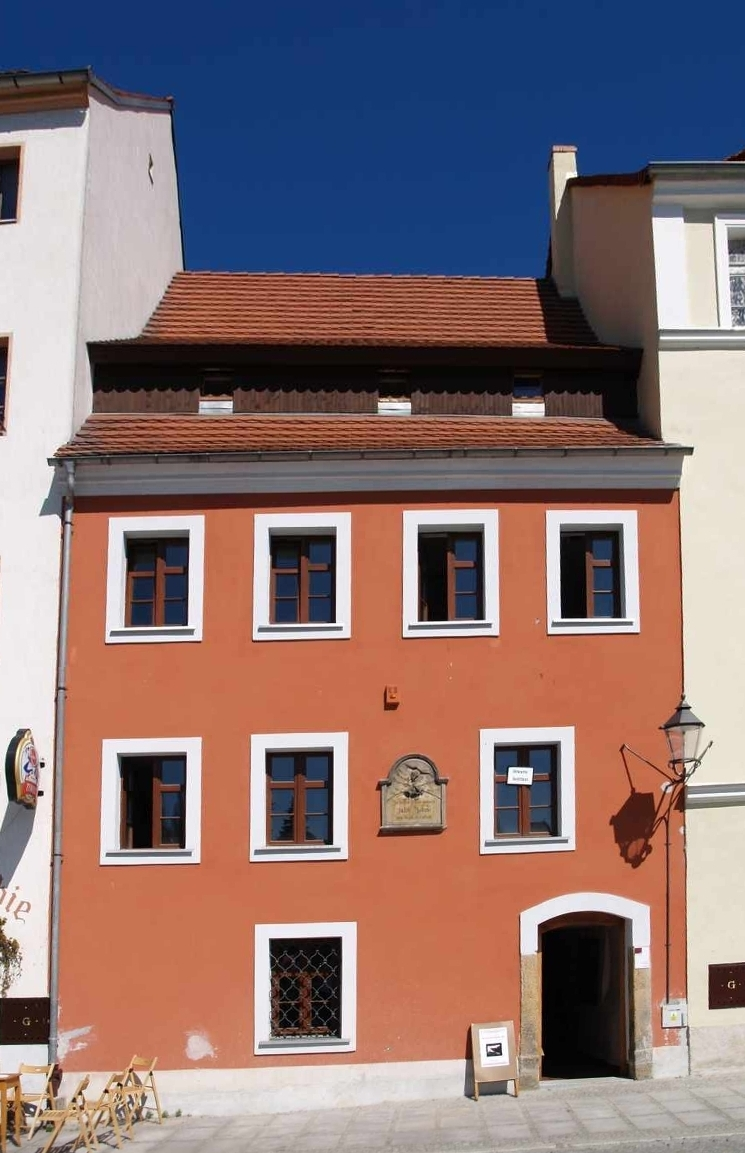
Дім Беме у Герріці, в якому він жив у 1590—1610

Якоб Беме працював шевцем, доки, за переказами, у 1600 році не побачив містичне видіння, яке спонукало його до писання філософських творів. Пережите і свої ідеї він виклав у першому і основному творі, так ніколи і не дописаному, — «Аврора, або Зірниця, що сходить» (нім. Aurora: Die Morgenröte im Aufgang, 1612). Твір було засуджено як єретицький, але він набув поширення в переписах. Автору ж міська влада суворо заборонила писати.
Втримавши 6-річне мовчання, Беме розпочав життя мандрівного філософа, створивши цілий шерег значних за обсягом псевдонаукових містичних трактатів.
Якоб Беме помер 17 листопада 1624 року в рідному Герліці. По смерті філософа противники знесли хрест на його могилі. Лише по роках містяни Герліца звели пам'ятник своєму видатному земляку.

## Ідейна спадщина і вплив на розвиток філософії

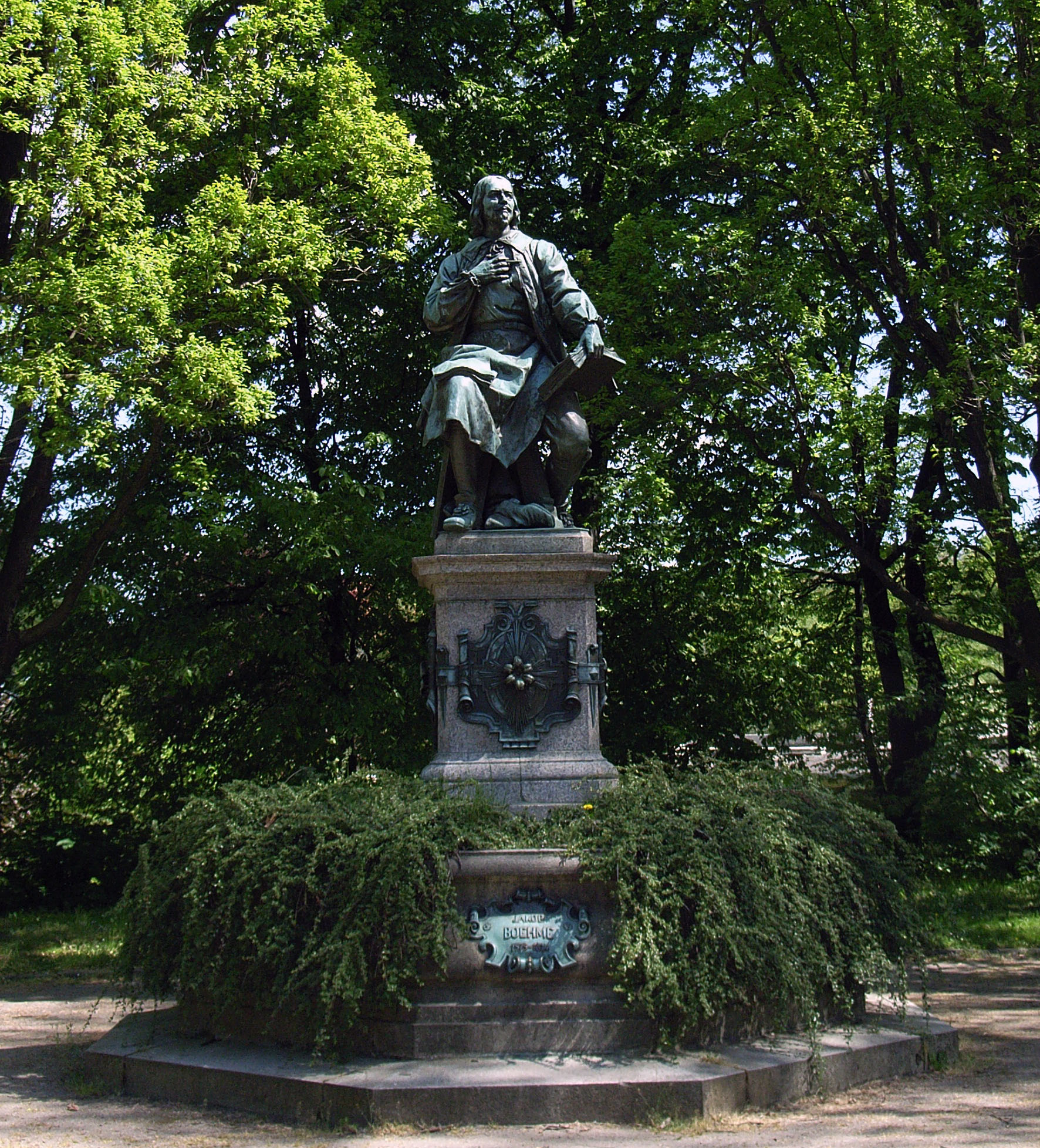
Пам'ятник Беме в Герліці

Якоб Беме — філософ-самоучка. Він так і не створив стрункої і послідовної філософської системи. Свої діалектичні здогадки про суперечливу природу речей і світу в цілому він виражав за допомогою поезії, повної сумбурних образів і символів із християнства, астрології, алхімії і кабали.
Найвеличніший християнський містик Якоб Беме (1575—1624) був покликаний стати новим пророком Великої Реформації в самий розпал переломної епохи релігійного розколу в Німеччині і Європі.
Осмислюючи становище людини в світі, його вище призначення як «чада Божого», він прагнув проникнути в безумовну сутність людського духу, що корениться в самій іпостасі триєдиного Бога, який  має в людині Свій Образ. Звідси і випливає і бемевське розуміння внутрішньої суті єдиної християнської Церкви, що полягає в безперервній  боротьбі духовного начала волі, що ніколи не припиняється, з самовпевненістю зовнішнього «богошанування». Один з центральних у творчості Беме є трактат «Про троїсте життя людини» (1620).
У творах Беме нерідко звичайні викладки біблійніх переказів, підсилені релігійним маренням і мріями, інколи доповнені глибокими спостереженнями за природою речей.
Бог і природа, за Беме, перебувають у єдності, поза природою нічого не існує. В усьому на світі коріниться суперечливість, навіть у Богові є добре і лихе начала. Саме в цьому роздвоєнні Беме вбачав джерело світового розвитку.
Творчість Беме мала, а подекуди і має дотепер значний вплив на формування філософської думки. Безпосередній вплив ідей Беме можна вгледіти у творчості західно-європейських, зокрема, німецьких філософів-ідеалістів Гегеля і Шеллінґа.
Особливої популярності чимало псевдонаукових ідей Беме зажили в Російській імперії, зокрема в часи таємних товариств, зокрема і масонських лож, у 2-й половині XVIII — у 1-й половині XIX століть. Переклади творів Беме поширювались у списках. Одним з відомих перекладачів був Семен Гамалія.
Наприкінці XIX — на початку ХХ століть і пізніше творча спадщина Беме мала вплив на формування російської релігійної і містичної філософії, зокрема її вивчали Микола Бердяєв і Володимир Соловйов.

## Твори
1. Аврора, або Зірниця, що сходить (Aurora (Die Morgenröte im Aufgang)), 1612
2. De tribus principiis (Beschreibung der Drey Göttliches Wesens), 1619
3. Про потрійність людського життя (De triplici vita hominis (Von dem Dreyfachen Leben des Menschen)), 1620
4. Фізіологія істинна (Psychologica vera (Vierzig Fragen von der Seelen)), 1620
5. De incarnatione verbi (Von der Menschwerdung Jesu Christi), 1620
6. Сім питань теософії (Sex puncta theosophica (Von sechs Theosophischen Puncten)), 1620
7. Сім питань містики (Sex puncta mystica (Kurtze Erklärung Sechs Mystischer Puncte)), 1620
8. Mysterium pansophicum (Gründlicher Bericht von dem Irdischen und Himmlischen Mysterio), 1620
9. Informatorium novissimorum (Von den letzten Zeiten an P. Kaym), 1620
10. Христософія (Christosophia (der Weg zu Christo)) ,1621
11. Libri apologetici (Schutz-Schriften wider Balthasar Tilken), 1621
12. Antistifelius (Bedenken über Esaiä Stiefels Büchlein), 1621
13. Ingleich Vom Irrtum der Secten Esaiä und Zechiel Meths, 1622
14. De signatura rerum, (Von der Geburt und der Bezeichnung aller Wesen), 1622
15. Mysterium Magnum (Erklärung über das erste Buch Mosis), 1623
16. Про милостивий вибір (De electione gratiae (Von der Gnaden-Wahl)), 1623
17. Про Заповіт Христа (De testamentis Christi (Von Christi Testamenten)), 1623
18. Quaestiones theosophicae (Betrachtung Göttlicher Offenbarung), 1624
19. Tabulae principorium (Tafeln vln den Dreyen Pricipien Göttlicher Offenbarung), 1624
20. Apologia contra Gregorium Richter (Schutz-Rede wider Richter), 1624
21. Libellus apologeticus (Schriftliche Verantwortgung an E.E. RAth zu Görlitz), 1624
22. Clavis (Schlüssel, das ist Eine Erklärung der vornehmsten Puncten und Wörter, welche in diesen Schriften gebraucht werden), 1624
23. Epistolae theosophicae (Theosophische Send-Briefe), 1618—1624